# Veliki Crkveni raskol
Veliki Crkveni raskol ili Veliki Zapadni raskol odvio se 1378. godine, završetkom Avinjonskog sužanjstva. Napuštanje grada Rima i preseljenje papinskog sjedišta u Avignon definitivno je označila pomicanje težišta. Tradicija Vječnog grada nije usjekla samo u svijest naroda ideju Petrovog nasljedstva na rimskoj stolici i crkvenog primata već i svojevrsnu predodžbu zapadnog univerzalizma s temeljem u Rimskom Imperiju. Dakle na kraju Avinjonskog sužanjstva (1309. – 1378.) nastaje Veliki Crkveni raskol, koji je uvod u razdoblje vrlo teških kriza za papinstvo i Crkvu. 

### Prethodni događaji
Godine 1348. Avignon je zajedno s okolnim zemljištem kupio Klement VI. i tako učinio samostalnim teritorijem koji pripada papi; ipak isti je bio upotpunosti okružen područjem francuskog kraljevstva. Ono što su pape u 12. i 13. stoljeću u ogorčenim borbama uspješno branili: slobodu od opkoljavanja i političke nadmoći cara, toga su se sad francuski pape odrekli u korist francuske krune. Time su se odrekli slobode odlučivanja, a u očima naroda i svojeg nepristranog općecrkvenog autoriteta. Od tada su često postajali bezvoljno oruđe u rukama sve jačih vlastohlepnih vladara, postali su samo igračka u međunarodnoj politici.